# Étranglement (technique de combat)
Pour un article plus général, voir Strangulation.
Pour les articles homonymes, voir Étranglement.
L'étranglement est une technique de combat consistant à serrer le cou d'un adversaire afin de le soumettre ou le neutraliser.
On peut distinguer deux types d'étranglements :
- L'étranglement sanguin coupe l'arrivée du sang au cerveau en comprimant les artères carotides.
- L'étranglement respiratoire empêche le renouvellement de l'oxygène dans le sang en comprimant la trachée.

Les techniques peuvent aussi combiner ces deux types d'étranglement et sont pratiquées dans de nombreux arts martiaux, sports de combat, méthodes de défense personnelle et systèmes de combat militaire. Ce sont bien-sûr des prises considérées comme dangereuses, qui, si elles sont maintenues trop longtemps, peuvent entraîner la perte de connaissance puis le décès par asphyxie.
L'étranglement peut être réalisé à main nue ou en utilisant les vêtements de l'adversaire, comme le keikogi dans les budō, ou encore en utilisant une arme tel un bâton ou une ceinture.

## Étranglement arrière
L'étranglement arrière, rear naked choke, consiste à enserrer le cou avec un bras depuis le dos d'un adversaire. L'étranglement est de type sanguin si les carotides sont compressées avec le biceps et l'avant-bras, ou comme dans hadaka-jime (裸絞め) respiratoire si l'avant-bras appuie contre la trachée.
En judo, en plus d'hadaka-jime il existe aussi okuri-eri-jime, kata-ha-jime et sode-guruma-jime
En jiu-jitsu brésilien et capoeira, l'étranglement sanguin est aussi nommée mata-leão, littéralement tue-lion, ou encore  sossega-leão, littéralement calme-lion. Cela fait référence à la prise qu'aurait utilisée Héraclès pour venir à bout du lion de Némée.
La technique se retrouve aussi sous le nom de sleeper hold, littéralement « prise du sommeil », notamment au catch.

## Étranglement bras-tête

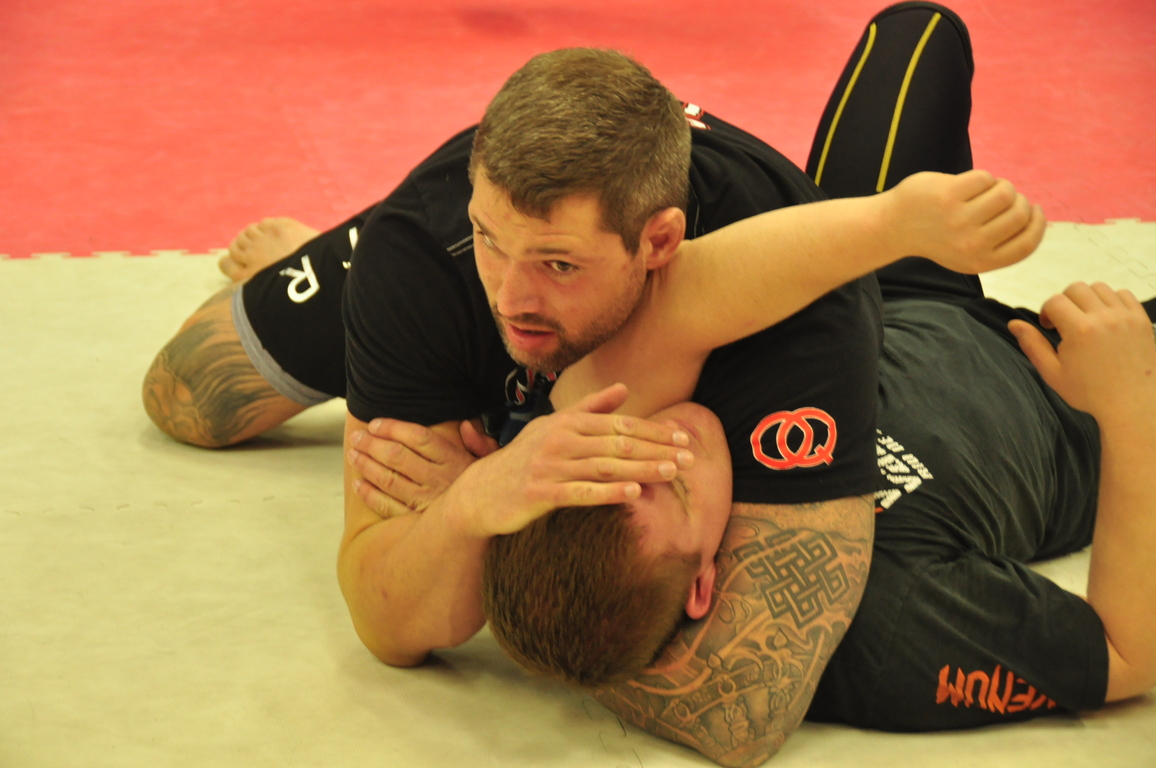
Neil Melanson montre l'étranglement bras-tête durant un entrainement de grappling.

L'étranglement bras-tête, triangle de bras ou arm triangle choke, est réalisé en enserrant avec les bras le cou et un bras de l'adversaire dos au sol depuis une position latérale supérieure.
Le principe est similaire à celui de l'étranglement en triangle : l'épaule du bras emprisonné de l'adversaire et le bras de l'assaillant exercent une pression sur les carotides pour exécuter un étranglement sanguin.
La tête de l'attaquant peut aussi être utilisée pour appuyer sur l'épaule piégée dans le triangle.
La position de contrôle nommée kata-gatame (本袈裟固) au judo peut aussi désigner la technique puisqu'il est possible depuis celle-ci de refermer le triangle de bras pour exécuter la strangulation.
L'étranglement anaconda, ou anaconda choke, est une technique similaire mais se réalise depuis une position de contrôle de tête en face de l'opposant. Le biceps de l'attaquant passe derrière le cou de l'adversaire, l'avant-bras devant. Il s'agit ensuite pour celui qui exécute le mouvement, de rouler sous son adversaire afin de le positionner dos au sol et pouvoir se déplacer, lui aussi dos au sol, pour augmenter la pression de l'étranglement.
Son nom fait bien-sûr référence au serpent constricteur du même nom.
Le combattant brésilien Milton Vieira est souvent cité comme inventeur de cette technique même s'il ne revendique pas cette paternité lui-même.

## Étranglement bulldog
L'étranglement bulldog,
ou bulldog choke, consiste à enserrer le cou avec un bras depuis une position latérale à un adversaire en position quadrupédique.
La technique ressemble à un étranglement arrière sanguin, mais contrairement à ce dernier, ne se préoccupe pas d'obtenir un contrôle du corps. Le maintien de l'opposant est simplement concentré sur la tête. Par cette particularité la prise est plutôt rare en compétition de sports de combat mais apparait plus souvent dans la discipline du catch wrestling.

## Étranglement croisé
L'étranglement croisé,,
cross choke ou juji-jime (十字絞), nécessite d'utiliser les vêtements de l'adversaire, plus précisément son col, pour compresser les carotides avec les poignets.

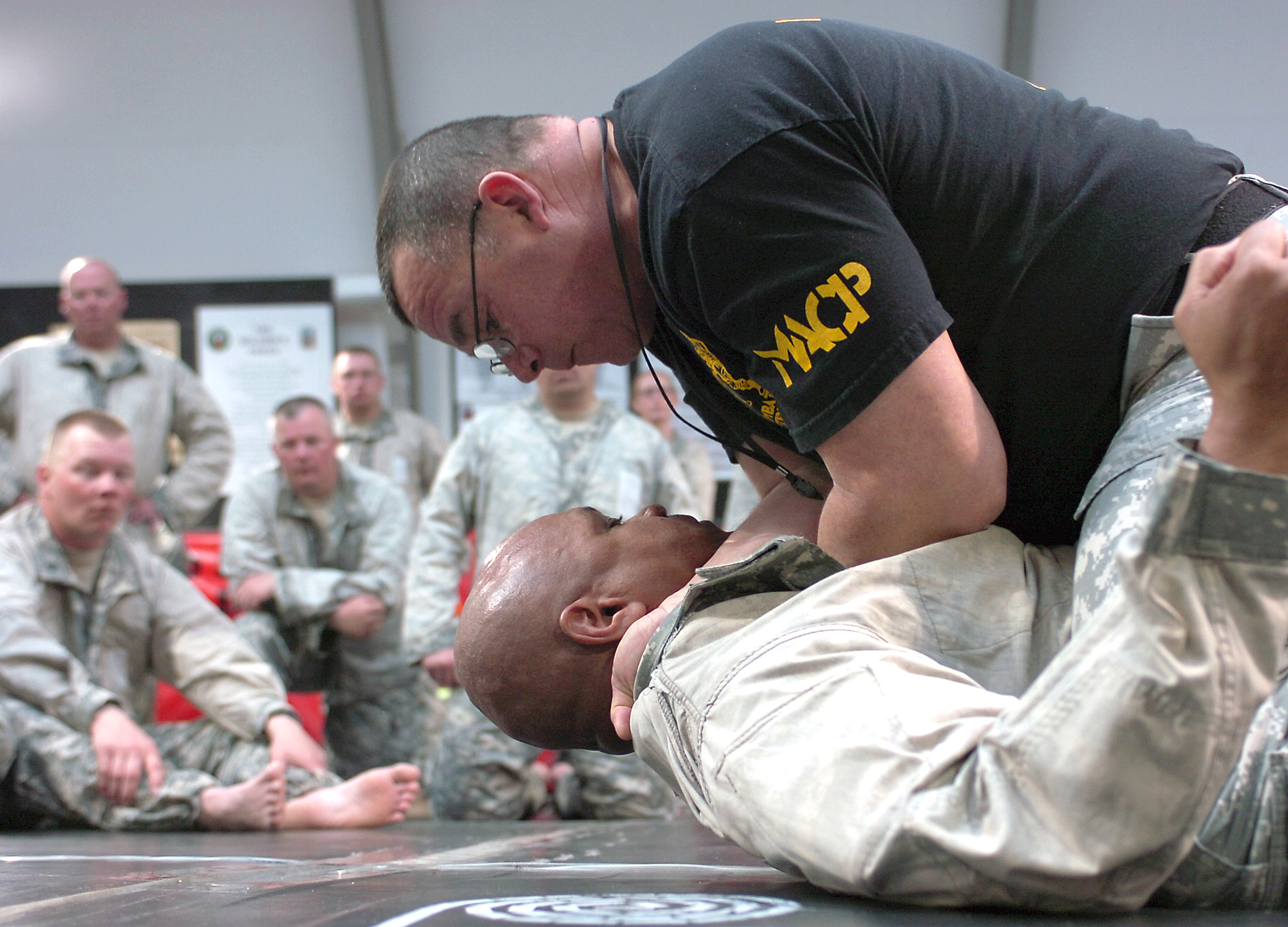
Démonstration d'un étranglement croisé par des militaires américains.

La technique est généralement appliquée depuis une position à cheval ou depuis une position de garde dos au sol et les mains croisées viennent alors agripper l'arrière du col de l'opposant.
Suivant la position des paumes de la main, l'étranglement est nommée de différentes manières au judo
Depuis une situation à cheval, on considère une position normale de la main quand le pouce est à l'intérieur de la tenue de celui qui subit, doigts dessus et paume vers le bas.
Lorsque les deux mains suivent ce schéma, la technique est nommée nami-juji-jime (並十字絞). Si les deux mains sont en opposition, c'est kata-juji-jime (片十字絞). Enfin, dans le cas des deux mains en position inverse, on parle alors de gyaku-juji-jime (逆十字絞).

## Étranglement gogoplata

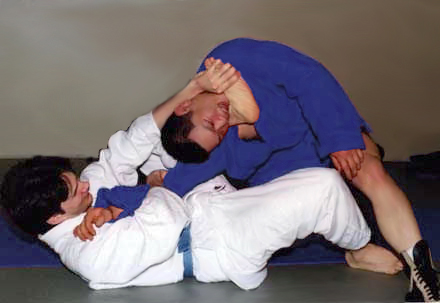
Démonstration de l'étranglement gogoplata.

L'étranglement gogoplata, ou simplement gogoplata voire shin choke, consiste à exercer une pression sur la trachée de l'adversaire avec le tibia pour couper l'arrivée d'air. La technique est aussi nommée kagato-jime (踵絞) au judo.
C'est donc une technique d'étranglement respiratoire, exécuté typiquement depuis une position de garde, dos au sol, avec les jambes assez hautes.
La prise est assez peu commune et ne se pratique finalement que peu en compétition. En 2007, le combattant en arts martiaux mixtes, Nick Diaz, soumet le champion des poids légers du Pride FC, Takanori Gomi avec cette prise.
Au catch, le lutteur The Undertaker est connu pour en avoir fait une de ses prises de finition.

## Étranglement en guillotine

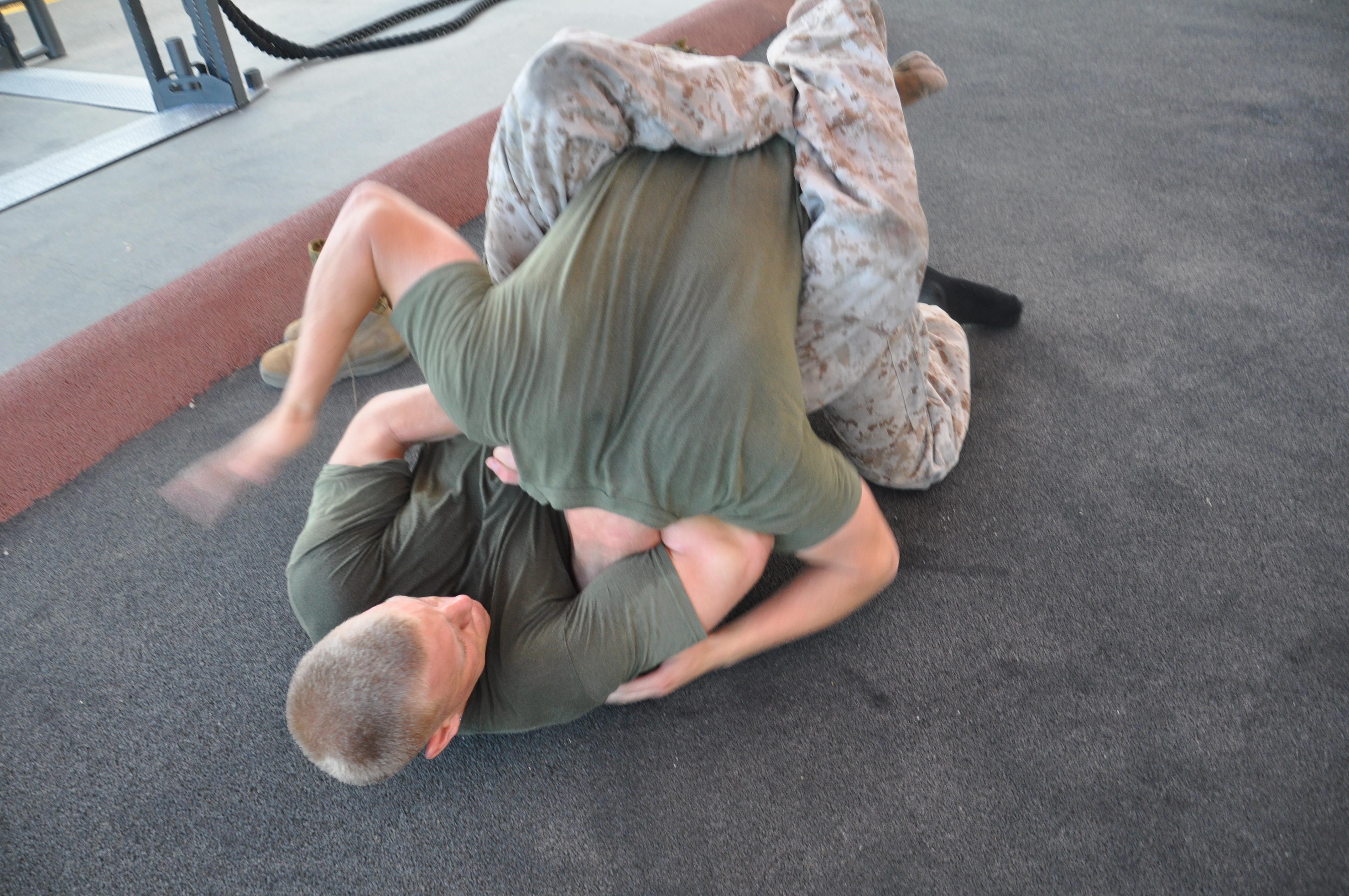
Des marines américains font une démonstration de l'étranglement en guillotine.

L'étranglement en guillotine, guillotine choke ou mae-hadaka-jime (前裸絞), enserre le cou d'un adversaire de face en l'encerclant avec le bras.
Son nom fait référence à l'instrument d'exécution du même nom.
La tête de l'opposant est placée sous l'aisselle de l'attaquant. Le bras de ce côté entoure alors le cou de l'adversaire et les deux mains se tiennent pour appliquer la pression. Suivant la position de l'avant-bras, sur la trachée ou les artères carotides, l'étranglement est de type sanguin ou respiratoire.
La technique peut être réalisé depuis plusieurs positions, comme la garde fermée qui permet de contrôler son adversaire avec les hanches, ou depuis la position debout.
La prise peut aussi être combinée à une action sur les cervicales pour réaliser une clé de cou, mais ce mouvement est souvent interdit en compétition.

## Étranglement en triangle

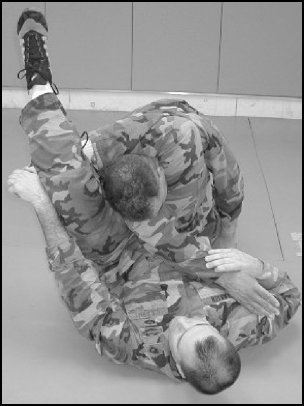
L'étranglement en triangle présenté dans un manuel d'instruction de l'U.S. Army.

L'étranglement en triangle, triangle choke ou sankaku-jime (三角絞), enserre les carotides d'un adversaire de face en emprisonnant un de ses bras dans un triangle formé par les jambes de l'attaquant.
Une jambe placée devant l'épaule de l'adversaire passe derrière son cou, tandis que le creux du genou de l'autre jambe rejoint la précédente au niveau du tibia.
La technique est classiquement exécutée depuis une position de garde, dos au sol, mais elle peut aussi être appliquée « à la volée » depuis la position debout voire depuis la position montée.
L'étranglement en triangle est un étranglement de type sanguin, mais peut aussi agir  en respiratoire suivant la position des combattants.
Une clé en hyperextension sur le bras emprisonné peut être ajoutée pour forcer encore l'adversaire à l'abandon. La prise est alors désigné comme sankaku-gatame (三角固) voire ude-hishigi-sankaku-gatame (腕挫三角固) au judo.
Dans le film L'Arme fatale, le personnage de Mel Gibson utilise cet étranglement dans son combat final. Rorion Gracie, célèbre pratiquant de jiu-jitsu brésilien issu de la famille Gracie, y est crédité comme conseiller technique.